# Fiuminata
Fiuminata è un comune italiano di 1 224 abitanti della provincia di Macerata nelle Marche.
È comune sparso con capoluogo in località Massa. Confina con i comuni di Fabriano ed Esanatoglia a Nord, Matelica a Nord-Est, Castelraimondo, Pioraco e Sefro ad Est, Serravalle di Chienti a Sud-Est e Nocera Umbra a Sud e ad Ovest.

## Geografia fisica

### Territorio
Il territorio comunale di Fiuminata è incluso nell'Unione Montana Potenza Esino Musone. Nei pressi della frazione di Fonte di Brescia si trovano le sorgenti del Potenza.

## Storia
Si pensa, grazie a ritrovamenti di cocci, carboni e punte di frecce, che queste terre furono già abitate nell’età del bronzo o alla fine del neolitico.
La prima presenza umana certificata in queste zone, al confine con l’attuale Nocera Umbra, è la statio romana di Dubios, in cui passava una strada che arrivava fino a Pioraco, dove superava il fiume Potenza grazie a un ponte romano tuttora esistente. Questa strada era un distaccamento della Via Flaminia che collegava Nocera Umbra con Ancona, tratto oggi percorso dalla SP 361, anche detta Septempedana.
Dopo la decadenza dell’Impero Romano, gli abitanti di Dubios abbandonarono la statio, e successivamente fu costruita, forse con i materiali dell’insediamento romano, la cristiana Pieve di S. Maria di Dubios, più tardi detta di Orve. Documentata dal 1246, Pieve si trovava lungo il corso del Potenza e scomparve nel XVII/XVIII secolo.
Nei X e XI secoli, il territorio era governato dal Conte longobardo di Nocera, che fece costruire alcune importanti opere edilizie, tra cui la Rocca di Spindoli e la Rocca di Santa Lucia, i cui resti sono oggi visibili. La Rocca di S. Lucia apparteneva alla famiglia dei Cavalca, discendente dei Conti di Nocera. I Cavalca governarono il territorio fiuminatese fino al 1283, data in cui furono costretti a vendere i diritti su Fiuminata al Comune di Camerino.
Riguardo ai secoli XII e XIII si ricordano alcune notizie:
-nel settembre 1179 Cristiano di Magonza, cancelliere imperiale di Federico I, fu sconfitto e catturato da Corrado di Monferrato sotto una rupe detta di S. Cristina, forse identificabile con quella posta sopra il ponte di San Casciano;
-nel 1206 l’imperatore Ottone IV, diretto a Camerino, sarebbe passato per la valle;
-nel 1279 ci fu un terribile terremoto che distrusse gli edifici e costrinse i nobili a sottomettersi a Camerino.
Dopo il 1283, sotto il controllo di Camerino, sorsero nel territorio due piccoli comuni: il primo fu il Comune di Fiuminata, che scelse come sede un castello che forse costruì ad hoc (l’attuale frazione di Castello) e che comandava da San Cassiano fino ai pressi del Bivio d’Ercole. Il secondo era il Comune di Poggio Sorifa, che s’estendeva dal Bivio d’Ercole al Monte Pennino, avendo nel suo territorio anche la Rocca di Santa Lucia. I due comuni si amministrarono autonomamente, anche quando i Da Varano presero il potere a Camerino. Il territorio passò allo Stato Pontificio nel XVI secolo, quando ebbe fine il Ducato di Camerino.
Tra il XVII secolo e il XIX si affermò nel territorio una delle famiglie più importanti del momento, i Lori, originari di Poggio Sorifa, che avevano una residenza a Fonte di Brescia e una invernale nell’attuale frazione di Massa.
Più tardi, nel 1816, Fiuminata e Poggio Sorifa furono uniti, dando vita al comune tuttora esistente.
Dell’epoca medievale si conservano dei verbali e gli Statuti del Comune di Poggio Sorifa.
Nel primo dopoguerra il comune assiste ad un importante incremento della popolazione, la quale a partire dagli anni ’30 sarà in costante decrescita fino ai giorni d’oggi.
Negli anni del terzo millennio il territorio ha visto difficoltà con vari incendi (specialmente nel 2011, con fuochi dolosi in diverse zone, e nel 2019, con un vasto incendio non lontano dal centro principale). Il comune è anche all’interno del cratere del terremoto del 2016: in particolare è stata danneggiata la frazione di Castello, dove diverse abitazioni, la chiesa di San Giovanni Battista e il centro storico sono stati resi inagibili.

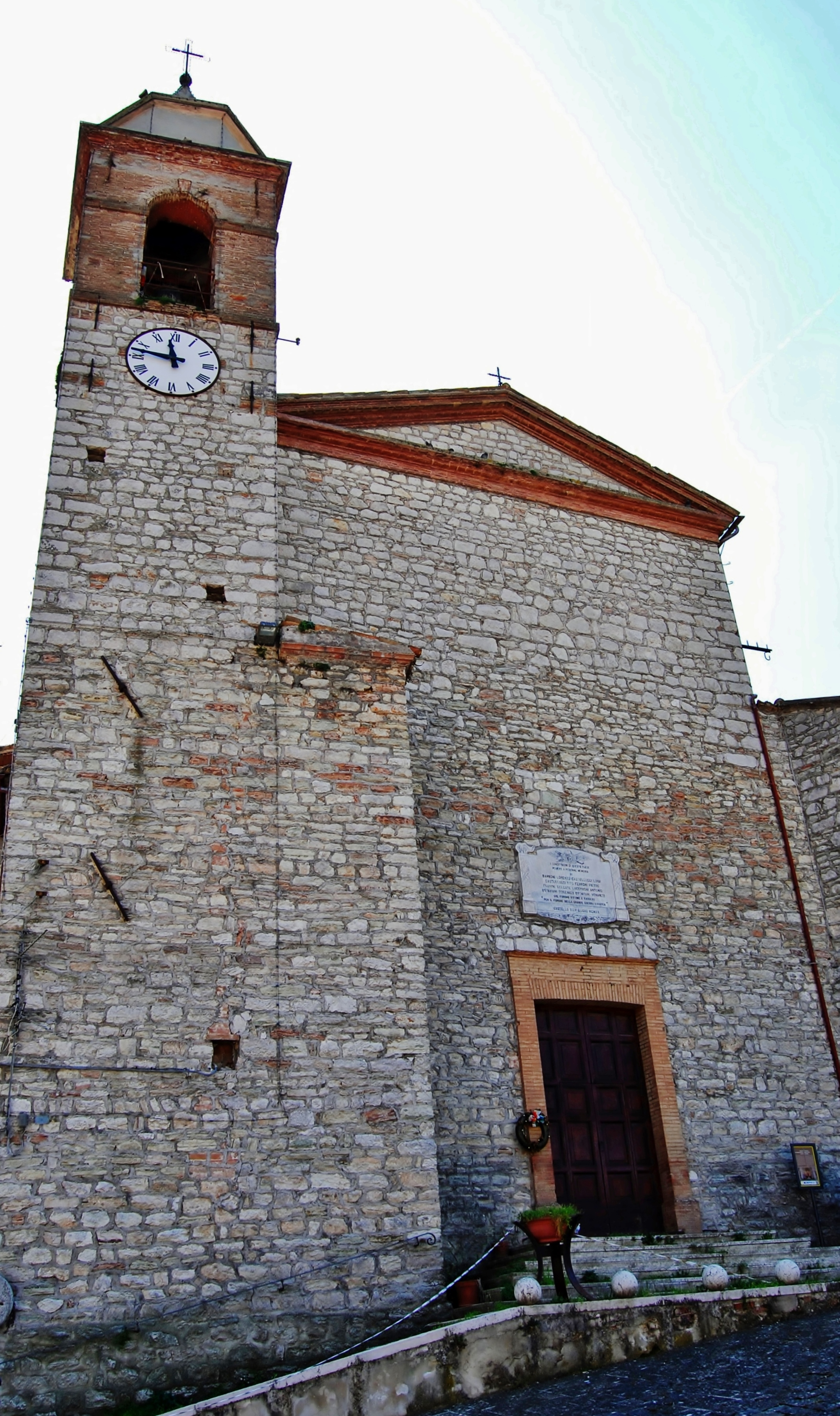
Chiesa di San Giovanni Battista

## Monumenti e luoghi di interesse
- Santuario della Beata Vergine di Valcora: sorge laddove esisteva nel Medioevo il villaggio di Serracchiano, ampliata nel tempo fu utilizzata come eremo, conserva affreschi attribuiti a Diotallevi di Angeluccio di Esanatoglia.[7]
- Chiesa di San Giovanni Battista: si trova nella frazione di Castello, la facciata è originaria e risale al Trecento.[7]
- Chiesa di Santa Maria a Laverino, medievale, è ricca di affreschi che vanno dal XIV al XVII secolo, ma anche di una pala d'altare tardo cinquecentesca anonima con la Madonna del Rosario con i Santi Domenico e Caterina da Siena e di una tela con la Madonna col Bambino, Sant'Antonio Abate e Santa Lucia attribuita al camerte Camillo Bagazzotti e risalente agli ultimissimi anni del XVI secolo.[8]
- Rocca di Santa Lucia o "di Laverino": la rocca è fondata nel 1020 e successivamente ampliata.[7]
- Rocca di Spindoli: il castello è scenograficamente posto su uno sperone, presumibilmente risalente al XIV secolo.[7]

## Società

### Evoluzione demografica
Abitanti censiti

## Economia

### Artigianato
Tra le attività economiche più tradizionali, diffuse e importanti vi sono quelle artigianali, come la lavorazione del ferro battuto, finalizzata alla realizzazione di una vasta gamma di prodotti, che spazia dalle inferriate alle statue.

## Cucina
A Fiuminata nasce la ricetta della crescia fogliata, dolce consistente in una pasta sottile, friabile e arrotolata ripiena di frutta secca, uvetta, mele e zucchero, con diverse varianti anche all'interno dello stesso comune di origine. La crescia fogliata e il salame morsetto di Fiuminata hanno ottenuto il riconoscimento P.A.T..

## Geografia antropica

### Frazioni e località

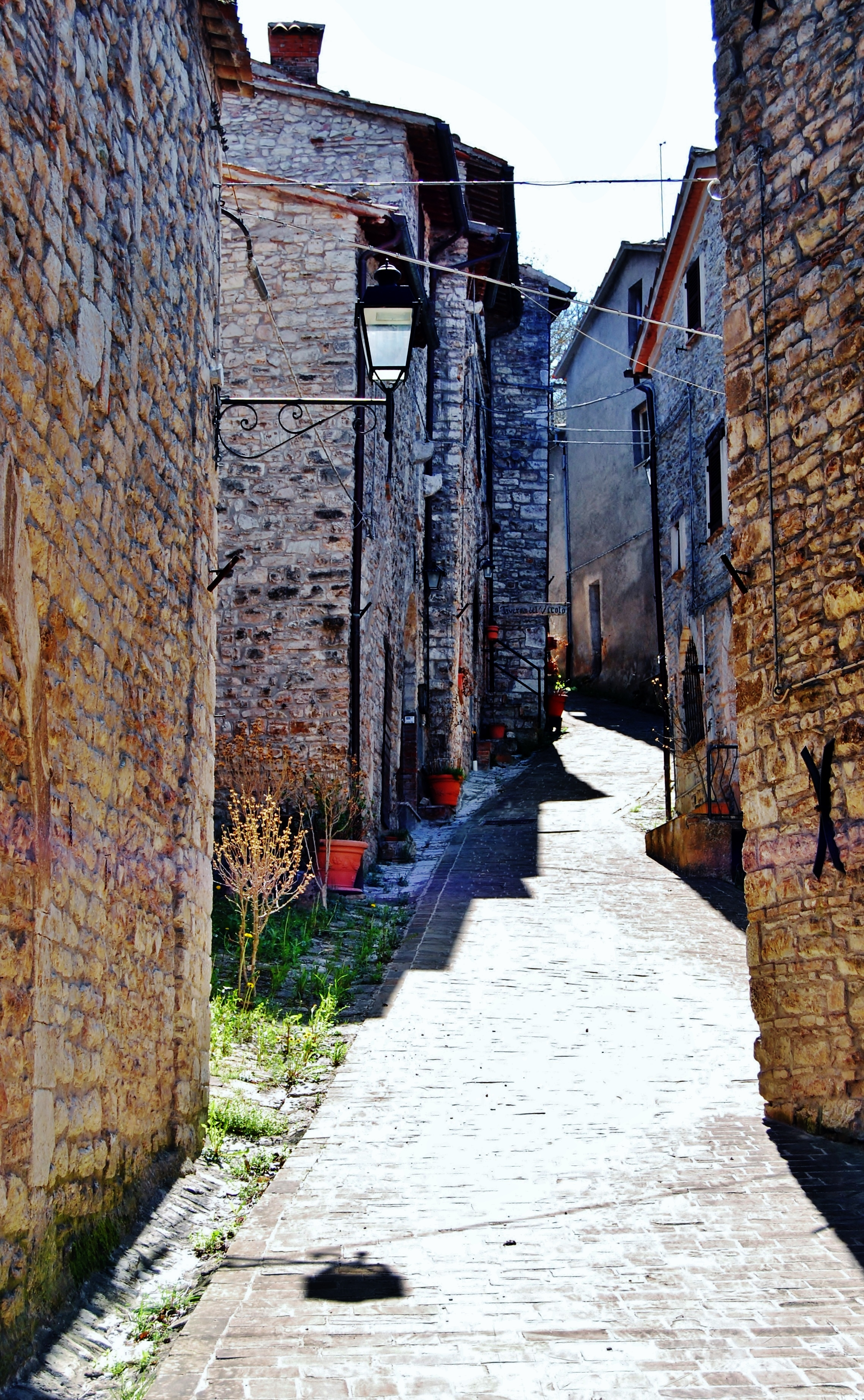
Frazione Castello

Elenco delle frazioni di Fiuminata:
- Pontile (510 m s.l.m.)Frazione Castello
- Spindoli (564 m s.l.m.)
- Castello (466 m s.l.m.)
- Ponte Castello (456 m s.l.m.)
- Castagna (548 m s.l.m.)
- Orpiano (485 m s.l.m.)
- Campottone (551 m s.l.m.)
- Laverino (640 m s.l.m.)
- Valcora (475 m s.l.m.)
- San Cassiano (548 m s.l.m.)
- Case Nove (535 m s.l.m.)
- Vallibbia (475 m s.l.m.)
- Quadreggiana (502 m s.l.m.)
- Poggio Sorifa (552 m s.l.m.)
- Località Bussi (470 m s.l.m.)
- Colmaggiore (544 m s.l.m.)
- Fonte di Brescia (627 m s.l.m.)
- Zona Artigianale (450 m s.l.m.)
- Forcatura (721 m s.l.m.)
- Casarocco (650 m s.l.m.)
- Laverinello (754 m s.l.m.)
- Bufeto (541 m s.l.m.)
- Canneggia (680 m s.l.m.)

## Amministrazione
| Periodo          | Periodo          | Primo cittadino       | Partito               | Carica  | Note   |
| ---------------- | ---------------- | --------------------- | --------------------- | ------- | ------ |
| 22 giugno 1985   | 17 febbraio 1990 | Gianfilippo Felicioli | Democrazia Cristiana  | Sindaco | [ 15 ] |
| 17 febbraio 1990 | 6 giugno 1990    | Armando Ottaviani     | Democrazia Cristiana  | Sindaco | [ 15 ] |
| 6 giugno 1990    | 24 aprile 1995   | Armando Ottaviani     | Democrazia Cristiana  | Sindaco | [ 15 ] |
| 24 aprile 1995   | 14 giugno 1999   | Armando Ottaviani     | Centro-destra         | Sindaco | [ 15 ] |
| 14 giugno 1999   | 14 giugno 2004   | Claudio Mazzalupi     | Centro-destra         | Sindaco | [ 15 ] |
| 14 giugno 2004   | 8 giugno 2009    | Claudio Mazzalupi     | Centro-sinistra       | Sindaco | [ 15 ] |
| 8 giugno 2009    | 26 maggio 2014   | Vito Rizzo            | Lista civica          | Sindaco | [ 15 ] |
| 26 maggio 2014   | 27 maggio 2019   | Ulisse Costantini     | Fiuminata futura      | Sindaco | [ 15 ] |
| 27 maggio 2019   | 9 giugno 2024    | Vincenzo Felicioli    | Insieme per Fiuminata | Sindaco | [ 15 ] |
| 9 giugno 2024    | in carica        | Vincenzo Felicioli    | Insieme per Fiuminata | Sindaco | [ 15 ] |

## Sport

### Calcio
La squadra di calcio della città è l'A.S.D. Polisportiva Fiuminata che milita in 1ª Categoria.